# جيرارد باريت
جيرارد باريت (بالإنجليزية: Gerard Barrett)‏ هو كاتب سيناريو ومخرج أيرلندي، ولد في 5 يوليو 1987 في ليستاول ‏ في جمهورية أيرلندا.

## وصلات خارجية
- جيرارد باريت على موقع IMDb (الإنجليزية)
- جيرارد باريت على موقع ميتاكريتيك (الإنجليزية)
- جيرارد باريت على موقع روتن توميتوز (الإنجليزية)
- جيرارد باريت على موقع ألو سيني (الفرنسية)
- جيرارد باريت على موقع أول موفي (الإنجليزية)
- جيرارد باريت على موقع قاعدة بيانات الفيلم (الإنجليزية)
- جيرارد باريت على موقع كينوبويسك (الروسية)